# Barytarbodes turcator
Barytarbodes turcator là một loài tò vò trong họ Ichneumonidae.